# Naturschutzgebiet Wildenberg (Winterberg)
Das Naturschutzgebiet Wildenberg ist ein 6,59 ha großes Naturschutzgebiet (NSG) nordöstlich von Niedersfeld im Stadtgebiet von Winterberg. Das Gebiet wurde 2008 mit dem Landschaftsplan Winterberg durch den Hochsauerlandkreis als (NSG) ausgewiesen. Das NSG umfasst den dortigen Wald.

## Gebietsbeschreibung
Bei dem NSG handelt es sich um einen eine altholzreiche Waldgebiet. Im NSG wachsen hauptsächlich Rotbuchen und Rotfichten. Es liegt in einer Höhenlage zwischen 680 und 630 m. Im Umfeld des NSG an einem überwiegend mäßig steilen, westexponierten Hang herrschen Rotfichtenforste vor. Die Waldvegetation entspricht dem typischen Hainsimsen-Buchenwald, die Krautschicht ist zumeist dicht ausgebildet und relativ artenreich. Der Bestand befindet sich überwiegend im mittleren und starken Baumholzalter. Totholz findet sich nur sehr vereinzelt. Der Bestand wurde teilweise durchforstet. In diesen lichteren Bereichen ist viel Buchen-, z. T. auch Fichten-Naturverjüngung aufgekommen. Im Kuppenbereich fallen mehrere bis zu 8 Meter hohe Diabas-Felsköpfe mit hohem Moosanteil auf. In den Randbereichen arrondieren kleinere Fichtenforste sowie nach dem Orkan Kyrill entstandene Windwurfflächen mit Fichten-Naturverjüngung das Gebiet. Das Gebiet repräsentiert mit seinem naturnahen Hainsimsen-Buchenwald mit eingesprengten Felsen ein für das zentrale Rothaargebirge charakteristisches Waldbild.

## Schutzzweck
Das Naturschutzgebiet wurde zur Erhaltung und Entwicklung eines Rotbuchenwaldes und als Lebensraum gefährdeter Tier- und Pflanzenarten ausgewiesen. Wie bei anderen Naturschutzgebieten in Deutschland wurde in der Schutzausweisung darauf hingewiesen, dass das Gebiet „wegen der landschaftlichen Schönheit und Einzigartigkeit“ zum Naturschutzgebiet wurde.